# Raffaele Paparella Treccia
Raffaele Paparella Treccia (Chieti, 25 marzo 1913 – Pescara, 16 maggio 2009) è stato un medico e mecenate italiano. Le sue alte qualità professionali, unite a quelle umane, lo hanno reso clinico di popolarità a livello nazionale, portandolo a curare personalità della storia della politica italiana e del mondo della cultura. È stato il medico curante di Luigi Einaudi (1874-1961), di Palmiro Togliatti (1893-1964) e della famiglia di Aldo Moro (1916-1978), in particolare della moglie e dei figli, proprio nel momento più luttuoso della Storia d’Italia che li ha tragicamente coinvolti. Fu medico di Luchino Visconti (1906-1976), di Alberto Moravia (1907-1990), di Dino De Laurentis (1919-2010), di Sophia Loren (1934-), di Alberto Sordi (1920-2003), e di altre personalità della cultura italiana.

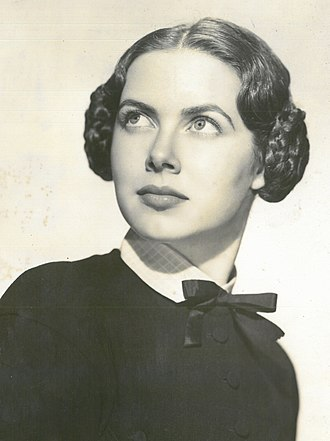
Margherita Devlet detta "Ghitty", amata consorte del Prof. Raffaele Paparella Treccia.

Il Professore Raffaele Paparella Treccia è noto a livello internazionale per aver costituito, insieme alla consorte Margherita Devlet (Roma, 1926 - Pescara, 1996), una delle più rilevanti collezioni a livello internazionale di Maiolica di Castelli d’Abruzzo (secoli XVI-XVIII), e per essere considerato dalla letteratura specialistica voce storico-critica tra le più autorevoli del settore. Con costante interesse, lo studioso si è occupato per più di quarant’anni dell’antica produzione artistica castellana e nella perseverante ricerca ha avuto modo di acquisire elementi storici e dottrinali divenuti fondamentali ai fini della conoscenza della materia, contribuendo a chiarire punti e temi fino ad allora controversi. Fin dai primi momenti della sua costituzione, la Collezione viene notata dagli esperti italiani e stranieri e viene considerata una collezione ‘d’importanza unica’, non soltanto in ambito scientifico.
(Estratto dal discorso del Professore R. Paparella Treccia pronunciato ad illustrazione della Mostra dell’antica maiolica di Castelli d’Abruzzo [Castelli, 1° – 31 agosto 1965] in R. Paparella Treccia, Le antiche maioliche di Castelli. Impressioni di un amatore, in “Faenza”, Bollettino del Museo Internazionale delle Ceramiche in Faenza, vol. LIII, a. 1967, fasc. I, p. 12)
Gli studi scientifico-istituzionali prodotti in Europa e negli U.S.A. sulla Raccolta di antiche maioliche di Castelli (secoli XVI-XVIII) del Professore Raffaele Paparella Treccia rendono onore al prestigio e alla notorietà acquisiti nel corso degli anni dagli esemplari e dagli scritti scientifici a sua firma.

## Biografia
Figlio di Antonetta Martinetti Bianchi e di Giustino Paparella, prende anche il cognome Treccia dopo l'adozione da parte della nubile prozia, la baronessa Angiola Treccia (1860-1943). Angiola era figlia del barone Giandomenico Treccia e di Urania Valentini ed era sorella della nonna materna del Professore, Ida Treccia, moglie del marchese Domenico Martinetti Bianchi. Non avendo figli adotta il giovane Raffaele, all’epoca diciottenne.
Il Professor Raffaele Paparella Treccia ha delineato una propria breve biografia nei termini seguenti:
(R. Paparella Treccia, L’uomo e il suo moto : Dalla Deambulazione al Tennis, Verduci Editore, Roma,1988, seconda di copertina; ripubblicato in: L. Romanini (a cura di), L. Lior Marcovici, I. Molayem (con la collaborazione di), La bella storia di Raffaele Paparella-Treccia : quasi un secolo di ortopedia tra Roma ed Abruzzo (1913-2009), Roma, Verduci Editore 2010, pp. 12-13, ISBN 8-876-20837-2.)
È stato Socio Effettivo della Società Internazionale di Ortopedia, Socio Onorario della Società Italiana di Ortopedia e Traumatologia, Socio Onorario di S.I.C.P. - Società Italiana di Chirurgia del Piede (Pescara, 1° giugno 2006).
In data 27 dicembre 1966, su proposta della Presidenza del Consiglio dei Ministri, il Dr. Professore Raffaele Paparella Treccia è stato insignito dell’onorificenza di Grande Ufficiale Ordine al Merito della Repubblica Italiana e, in data 2 giugno 1967, dell’onorificenza di Cavaliere di Gran Croce Ordine al Merito della Repubblica Italiana.
I saggi monografici del Professore intitolati Il piede dell’uomo: profilo storico-strutturale (Verduci Editore, 1977) e L'uomo e il suo moto: dalla deambulazione al tennis (Verduci Editore, 1988) hanno contribuito alla storia dell’Ortopedia Italiana. Si tratta, infatti, di due volumi che hanno avuto grande diffusione e notorietà in campo accademico per l’analitica esposizione di tutto ciò che era stato scritto e detto nel passato sulla biomeccanica da fisici, biologi, anatomo-patologi, fisiologi, psicologi, filosofi e matematici, oltre che dai colleghi ortopedici.
(L. Romanini (a cura di), L. Lior Marcovici, I. Molayem (con la collaborazione di), La bella storia di Raffaele Paparella-Treccia : quasi un secolo di ortopedia tra Roma ed Abruzzo (1913-2009), Verduci Editore, Roma, 2010, p. 21, ISBN 8-876-20837-2)
Nei primi anni Novanta, Raffaele e Margherita lasciano Roma per far ritorno definitivamente in Abruzzo.

## Le donazioni
Nel 1992, con la moglie Margherita Devlet, donò al Museo d'Arte Costantino Barbella di Chieti una collezione di maioliche di Castelli, pregevole documentazione della produzione castellana dei secoli XVI-XVIII. Alcune delle maioliche erano state esposte alla Grande Mostra d'Arte Abruzzese, allestita a Chieti nel 1905 in onore del re Vittorio Emanuele III e della Regina Elena.

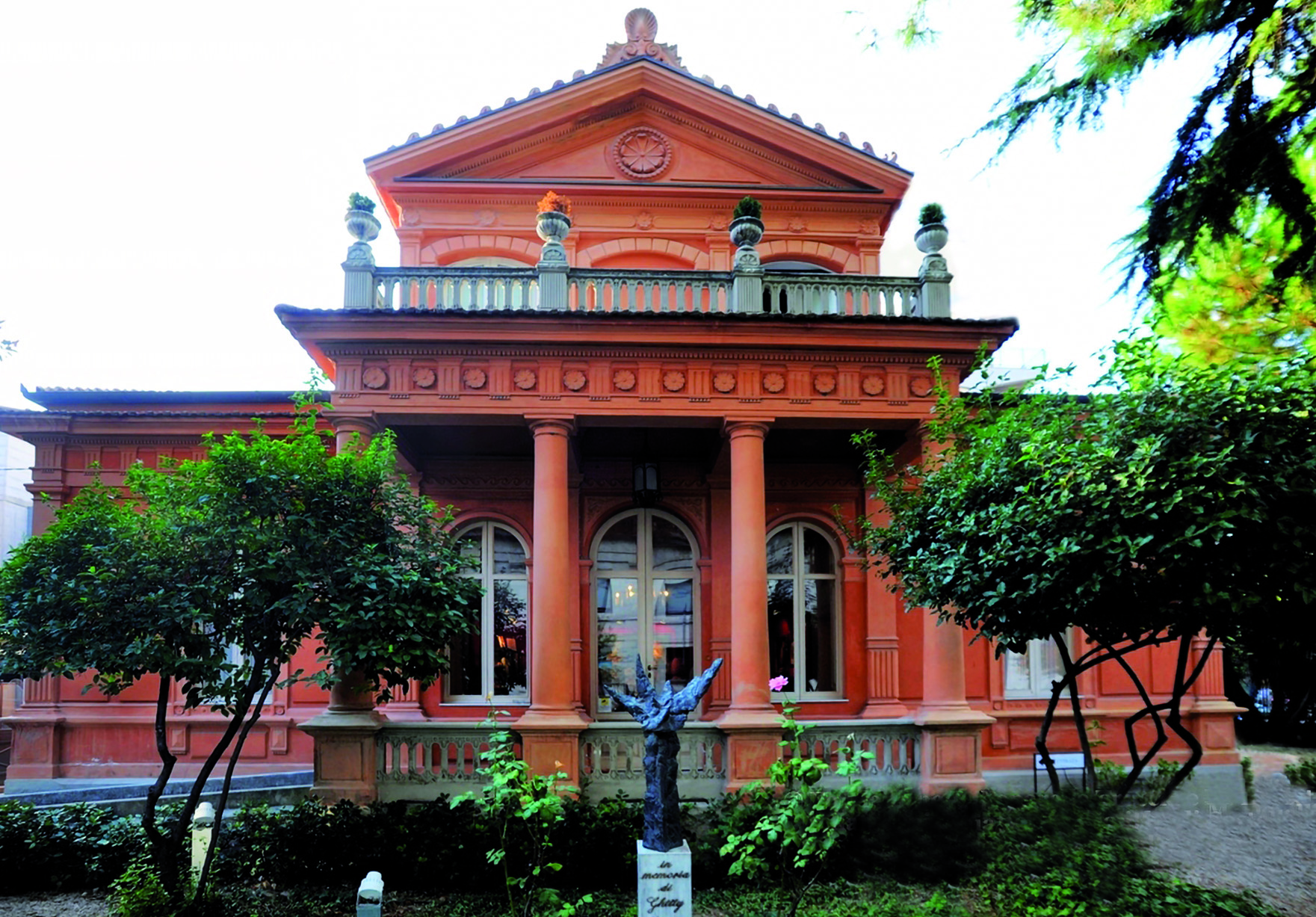
Villino Urania a Pescara, sede della Fondazione Raffaele Paparella Treccia e Margherita Devlet (ONLUS)

Nel 1997, dopo la scomparsa della consorte, Paparella Treccia creò la Fondazione Museo Paparella Treccia Devlet all'interno di Villa Urania, edificio storico in stile eclettico di fine Ottocento, al centro di Pescara. Nel Museo è custodita la Collezione Paparella Treccia Devlet, frutto di 40 anni di ricerca e di studi, composta da 146 capolavori della maiolica artistica di Castelli dei maggiori maestri castellani attivi tra il XVI e il XIX secolo, fra cui Francesco Grue, Carlo Antonio Grue, Francesco Antonio Saverio Grue, Gesualdo Fuina, Carmine Gentili, Candeloro Cappelletti e Silvio De Martinis.

## Opere
- Paparella Treccia, Raffaele - Il piede dell'uomo; profilo storico-strutturale – Ed. Verduci, Roma 1977
- Paparella Treccia, Raffaele - L'uomo e il suo moto – Ed. Verduci, Roma 1988
- Paparella Treccia, Raffaele - Le maioliche abruzzesi. La maiolica di Castelli d'Abruzzo, extract from Saul Levy (ed.), Maioliche settecentesche, Milano
- Paparella Treccia, Raffaele - L'"oro' nella maiolica di Castelli, Museo Capitolare Atri. Atti 5º convegno di studio sulla maiolica di Castelli 1995 [1997]
- Paparella Treccia, Raffaele  - Antiche Maioliche di Castelli nella Collezione della Fondazione Paparella Treccia-Devlet - Pescara. 1998
- Paparella Treccia, Raffaele - Bellezza & conoscenza. Semplicità e complessità – edizioni Andromeda Editrice, 2005 ISBN 88-88643-39-7
- Paparella Treccia, Raffaele - Laporta, Paolo - Il caffè e la nascita delle nuove idee - edizioni Andromeda Editrice, 2008